# Gnash
Gnash(グナッシュ) は、Adobe Flash フォーマットのコンテンツを再生できる自由ソフトウェアのメディアプレーヤーである。

## 歴史
Gnash は、GameSWF (ゲームスウィフ) のパブリックドメインのコードをもとにして作られている。2005年12月に GameSWF はフォークされ、GNUプロジェクトスタイルに再アレンジされた後、Gnash プロジェクトとして Firefox プラグインの開発が開始された。

### 主なバージョン
- 0.7.1 - 2006年5月6日リリース[2]。最初のアルファ版
- 0.8.0 - 2007年6月9日リリース[3]。YouTube などのストリーミング動画に対応
- 0.8.2 - 2008年3月5日リリース[4]。最初のベータ版
- 0.8.8 - 2010年8月22日リリース[5]。YouTube 動画の再生に100%対応。

## 概要
名称は、「GNU」と「Flash」から取られている。これに加えて、「プロプライエタリなソフトウェアをインストールしなければ、自分の使っているプラットフォーム上でFlashを再生できないことに対して歯ぎしり（＝英語で"gnash"）する」、という意も含まれ、ダブルミーニングとなっている。本来、英語の gnash は「ナッシュ」と発音されるが、GNU を「ヌー」ではなく「グヌー」と呼ぶのと同様に、Gnash は「グナッシュ」と発音される。
ライセンスは GPL であり、その開発プロジェクトは FSF の高優先自由ソフトウェアプロジェクトに挙げられている。FSF による GPL 3 リリースに伴い、Gnash のライセンスはバージョン 0.8.1 から GPL 3 になった。
Gnash はスタンドアロンの Flash 再生ソフトとして動作する。KDE ベースのものは Klash と呼ばれる。またプラグインとしても使われ、 Firefox のような Mozilla 系のブラウザや Konqueror で使える。
Gnash は C++ で実装され、Boost が利用されている。Gnash は複数のバックエンドを持っており、レンダリングには OpenGL、AGG (Anti-Grain Geometry)、Cairo など、サウンドには SDL、GStreamer などから選択できる。AGG は主に組み込みシステムなど OpenGL が使用できない環境での利用を想定している。GUI としては、 GTK+ や Qt、フレームバッファなどが用意されている。
今のところリリースされているのはベータ版までである。
Gnash では Adobe Flash Player が持つ機能を実装することを目標としており、SWF（バージョン7の大部分と、8と9の一部）と FLV に対応している。
Adobe Flash Player に存在せず、Gnash に存在する機能に拡張機能がある。これは Flash の仕様に無い機能を追加するものである。拡張機能はデフォルトで無効になっており、有効にするにはユーザ設定ファイルで明示的にオンにする必要がある。

## プラットフォーム
Gnash は 64ビット環境を含む Linux、macOS、FreeBSD、NetBSD、OpenBSD、IRIX や Windows、OS/2 などで動作する。なお、Adobe Flash Player の Linux 版は x86 互換 CPU のみで動作し、PowerPC や SPARC 上の Linux や FreeBSD はサポートしない。また、64ビット対応の Adobe Flash Player については Linux 版がアルファ版としてあるが、安定版の Adobe Flash Player はない。
この他に、対応 Flash Player がリリースされていない RISC OS や最新の Flash Player がバージョン4の BeOS にも Gnash が移植されている。また、スマートフォンや PDA などの組み込みシステムでも動作する。

## 開発
アドビ は Flash の仕様書を公開している。しかし、以前は Flash の再生ソフトの開発に利用することを認めていなかった。そのため、Gnash の開発メンバーは アドビのライセンスに縛られないように、それを参照せずアドビの開発ツールを利用せずに、ウェブ上に存在する Flash ファイルを集めて解析するというクリーンルーム方式での開発を行っていた。しかし、2008年5月1日のライセンス変更で Open Screen Project が始まり、仕様書を参照しながら互換プレーヤーを作れるようになった。